# Maurits Sabbe
Maurits Sabbe (Tielt, 18 agosto 1924 – Lovanio, 15 giugno 2004) è stato un presbitero e teologo belga.

## Biografia
Fu ordinato  sacerdote a Bruges il 4 marzo 1950. Dottore in teologia, laureato in filosofia e in filologia biblica presso la Katholieke Universiteit Leuven, cominciò la sua carriera come professore al seminario di Bruges, dove nel 1963 fu nominato canonico del capitolo di San Salvatore. A partire dal 1966 fu inoltre professore presso l'Istituto Superiore di Studi Religiosi a Leuven. Nel 1967 divenne professore associato presso la facoltà di teologia della KU Leuven e al contempo direttore del Collegio Papa Adriano VI a Leuven. Fu anche referente per gli studenti del corso di studi in Scienze Morali e Religiose presso la KU Leuven. A partire dal 1970 fu solo professore alla facoltà di teologia della KU Leuven, fino al 1º ottobre 1989 quando divenne professore emerito. 
Maurits Sabbe è stato la forza trainante per la fondazione della biblioteca della facoltà di Teologia. A lui è dedicata la più grande biblioteca teologica del mondo, la Biblioteca Maurits Sabbe, sita in Charles Deberiotstraat 26 a Lovanio. 
A Maurits Sabbe si deve anche l'istituzione di una borsa di studio per studenti in lingua olandese e inglese. 